# 昭觉寺之战
昭觉寺之战是在唐安史之乱的战争中，唐军与史朝义的燕军的一场会战。此战唐军大败燕军，并收复了东京洛阳与河阳，为接下来消灭史朝义势力做下准备。

## 背景
史朝义在杀其父史思明后一改史思明的暴虐，礼贤下士，尽心团结部属。然而燕军此时各地的节帅大多是安禄山时的旧将，不服从身为后辈的史朝义的指挥。在这种情况下，部将阿史那承庆提出建议应当避开作为唐军援兵的回纥骑兵的锋芒，应当放弃洛阳，退守河阳以消耗唐军的锐气。史朝义没有采纳这一建议。